# Instant család
Az Instant család (Instant Family) egy 2018-as amerikai családi filmvígjáték, melyet Sean Anders és John Morris forgatókönyvéből Sean Anders rendezett. A főbb szerepekben Mark Wahlberg, Rose Byrne, Isabela Moner és Octavia Spencer látható.
Az Egyesült Államokban 2018. november 16-án mutatták, míg Magyarországon 2019. január 24-én került a mozikba.

## Cselekmény
Az író-rendező Sean Anders életéből merített valós események inspirálták a filmbéli Ellie és Pete történetét.
A sikeres pár abból él, hogy házakat újítanak fel, és eladják őket. Amikor felmerül a családalapítás ötlete, megrettennek a gondolattól, hogy „vén szülők” lesznek, mire a gyerekük diplomázik, és viccből felmerül, hogy mi lenne, ha örökbe fogadnának egy 5 éves gyermeket, és úgy tennének, mintha már öt éve szülők lennének. Amikor azonban komolyan foglalkozni kezdenek az örökbefogadással, és rájönnek, hogy sok jót tehetnek vele, úgy döntenek, hogy nevelőszülőkként magukhoz vesznek egy fiatal fiút vagy lányt. Meglepő módon egy tinédzserrel találják meg legjobban a közös hangot. Ráadásul ennek a tinédzser lánynak van még két kisebb testvére is! 
Fenntartásaik ellenére Ellie és Pete magukhoz veszik mindhárom csemetét. Ahogy az összetartó tesók befonódnak életük szövetébe, Ellie és Pete nevetések és könnyek közt tapasztalják meg, milyen is egy igazi család.

## Szereplők
| Szereplő       | Színész            | Magyar hangja      |
| -------------- | ------------------ | ------------------ |
| Pete           | Mark Wahlberg      | Stohl András       |
| Ellie          | Rose Byrne         | Zsigmond Tamara    |
| Lizzy          | Isabela Moner      | Pekár Adrienn      |
| Juan           | Gustavo Quiroz     | Maszlag Bálint     |
| Lita           | Julianna Gamiz     | Kobela Kíra        |
| Karen          | Octavia Spencer    | Kocsis Mariann     |
| Sharon         | Tig Notaro         | Csere Ágnes        |
| Russ           | Tom Segura         | Hajdu István       |
| Kim            | Allyn Rachel       | Vadász Bea         |
| Linda          | Britt Rentschler   | Sipos Eszter Anna  |
| Jim            | Jody Thompson      | Pál Tamás          |
| Sandy nagyi    | Margo Martindale   | Halász Aranka      |
| Jan            | Julie Hagerty      | Málnai Zsuzsa      |
| Jerry          | Michael O’Keefe    | Forgács Gábor      |
| Mrs. Howard    | Joan Cusack        | n.a                |
| Dirk           | Gary Weeks         | Rajkai Zoltán      |
| Dana           | Joy Jacobson       | Kiss Virág         |
| Jessie         | Andrea Anders      | Tarr Judit         |
| David          | Kenneth Israel     | Bognár Tamás       |
| Kit            | Hampton Fluker     | Csőre Gábor        |
| Michael        | Randy Havens       | Dányi Krisztián    |
| Oktober        | Iliza Shlesinger   | Sallai Nóra        |
| Mr. Fernández  | Javier Ronceros    | Rosta Sándor       |
| Mrs. Fernández | Rosemary Dominguez | Farkasinszky Edit  |
| Brenda         | Eve Harlow         | Bogdányi Titanilla |
| Mr. Muskie     | John McConnell     | Kapácsy Miklós     |
| Mrs. Muskie    | Maureen Brennan    | Sági Tímea         |
| Charlie        | Carson Holmes      | Nagy Gereben       |
| Jacob          | Nicholas Logan     | Szatory Dávid      |